# 高島 (岡山市南区)
高島（たかしま、竹島）は、岡山県岡山市南区宮浦にある島。周囲1.2km。

## 概要
岡山県南部、児島湾に浮かぶ無人島である。かつては岡山市宮浦地区の北側沖合800メートルに浮かぶ景観であったが、児島湾の埋め立てが進んだ現在では、北に150メートル隔てた新岡山港の方が近接する。
島は、南側の山（岩盤山（いわさかやま、標高31.5メートル）・天狗山（標高23.6メートル））と北側の小山（北山：標高20.4メートル）が砂洲で結ばれて形成され、南北に細長い形状をとる。規模としては、南北約600メートル・東西約200メートル・周囲1.2キロメートルを測る。岩盤山山頂の巨岩群（磐座）を中心として島の大半に祭祀遺跡（備前高島遺跡）が広がり、南端の海岸に高島神社が鎮座する。また、『日本書紀』・『古事記』で神武天皇が東征途上に営んだ行宮の高島宮（吉備之高島宮）の伝説地に比定され、島内には神武天皇聖蹟高嶋宮顕彰碑が建立されている。
現在では島内への立ち入りは制限されている。

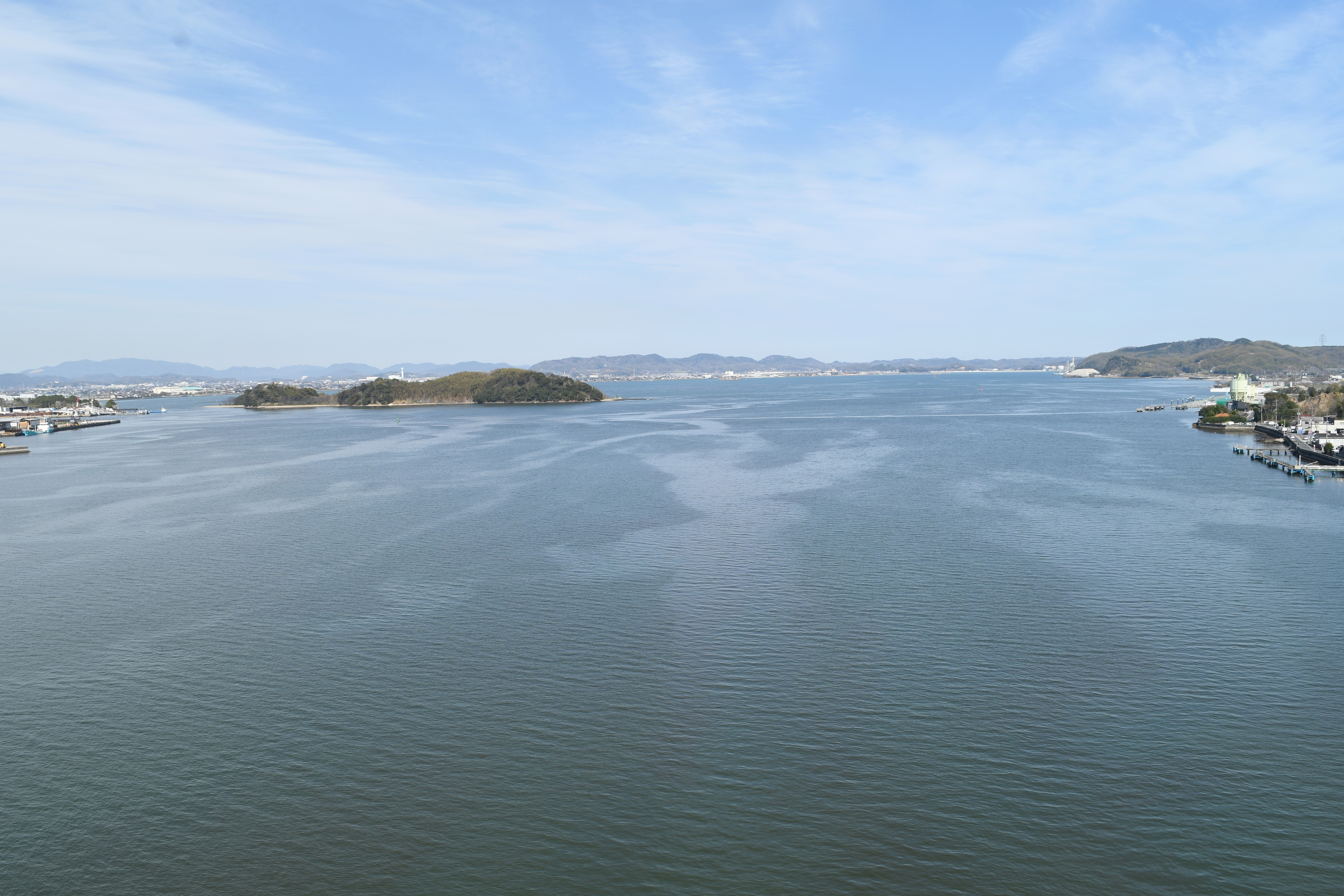
児島湾大橋から望む 中央左に高島、左端に新岡山港、右端に宮浦地区。
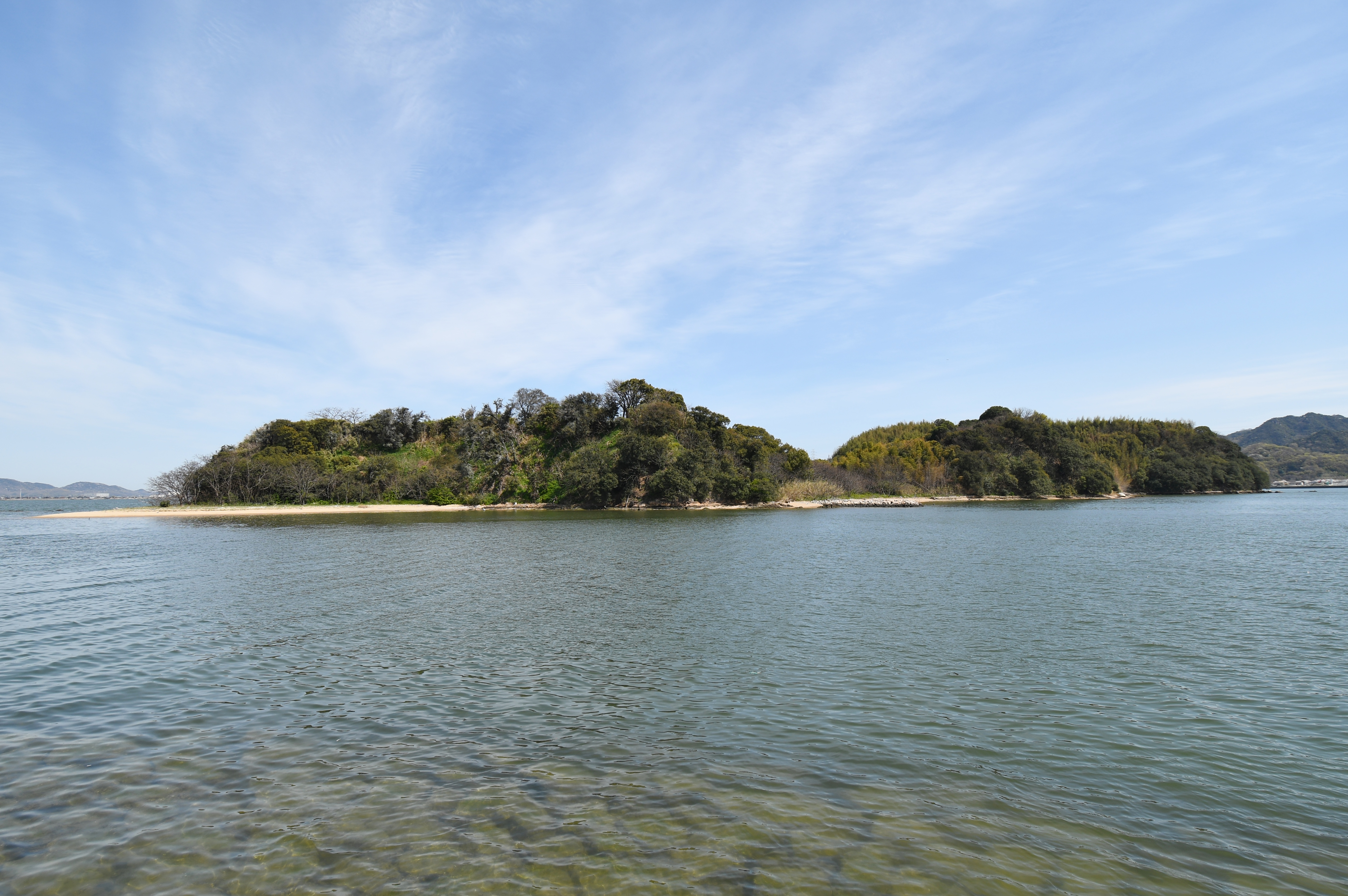
新岡山港から望む

## 高島神社

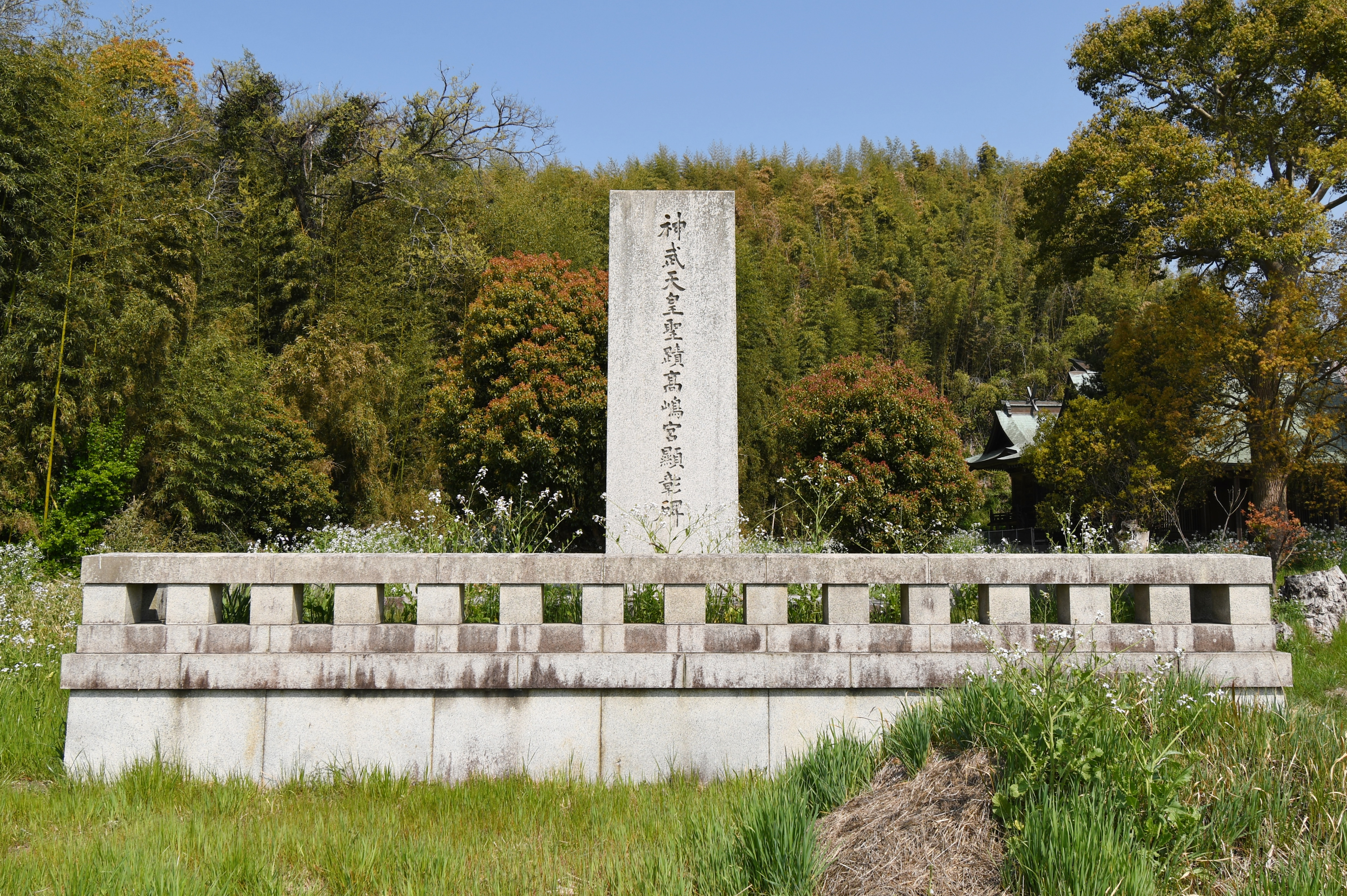
神武天皇聖蹟高嶋宮顕彰碑

高島神社（たかしまじんじゃ、竹島神社）は、高島の南側海岸にある神社。式内社論社で、旧社格は村社。

### 歴史
創建について、社伝では神武天皇乙卯年3月に神武天皇（即位前）が東征の際に行宮を設けたことに始まるとする。『高島社記』（寛文2年（1662年））では、宝亀年間（770-781年）の旱天の際に藤原真葛が祈雨のため祖神の春日神を相殿神として勧請したとする。
延長5年（927年）成立の『延喜式』神名帳では備前国児島郡に「田土浦坐神社」の記載があり、当社をこれに比定する説もあるが、一般には田土浦坐神社（倉敷市下津井田之浦）が有力視される。
明治維新後、近代社格制度では村社に列している。1940年（昭和15年）には、『古事記』に見える「高島宮」にあたるとして高島宮伝説地に指定された。また1946年（昭和21年）1月14日には、由緒上は県社に該当すると確認されている。
現在は島内への立ち入りが制限されているため、対岸の宮浦地区に遥拝所がある。

### 境内

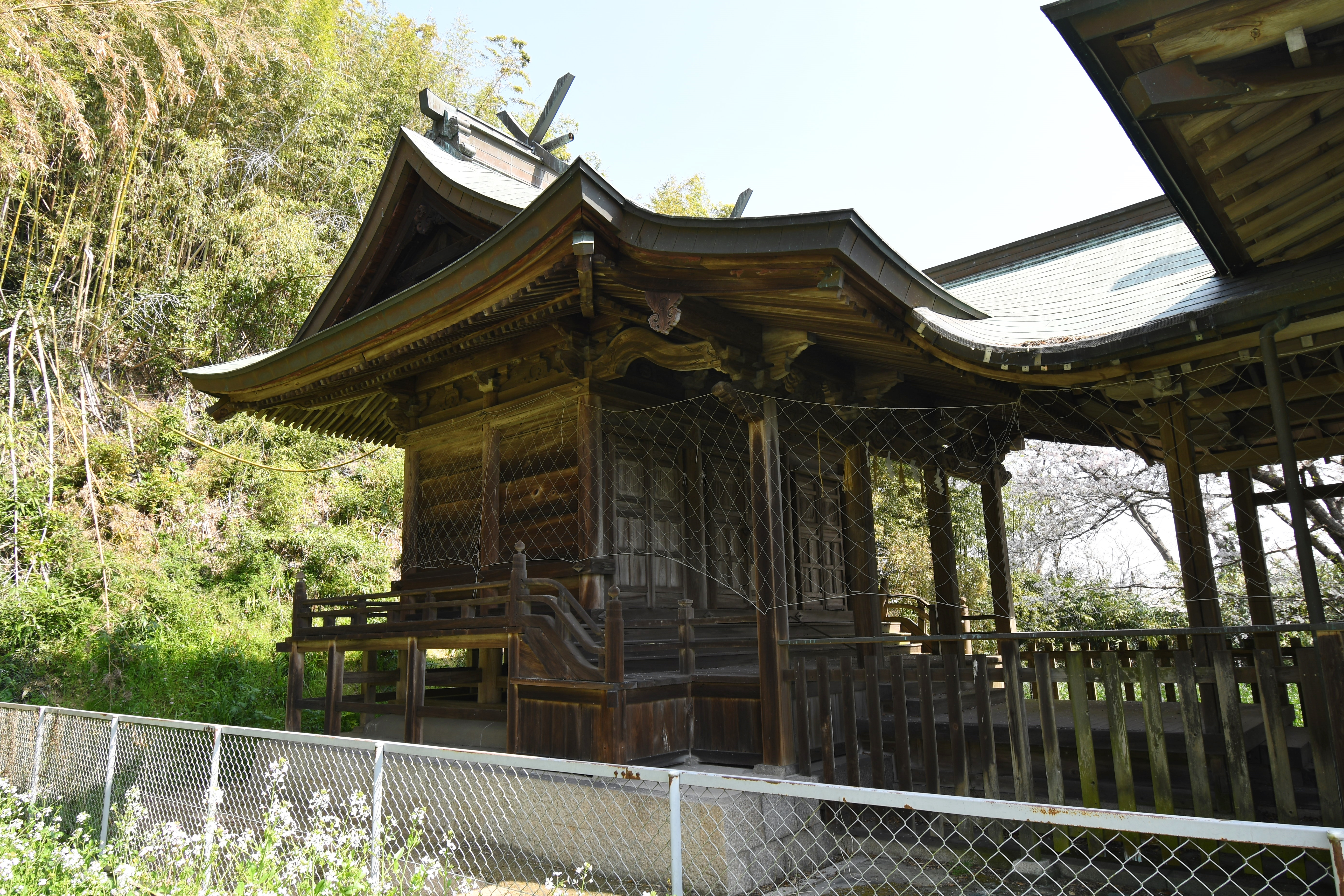
本殿
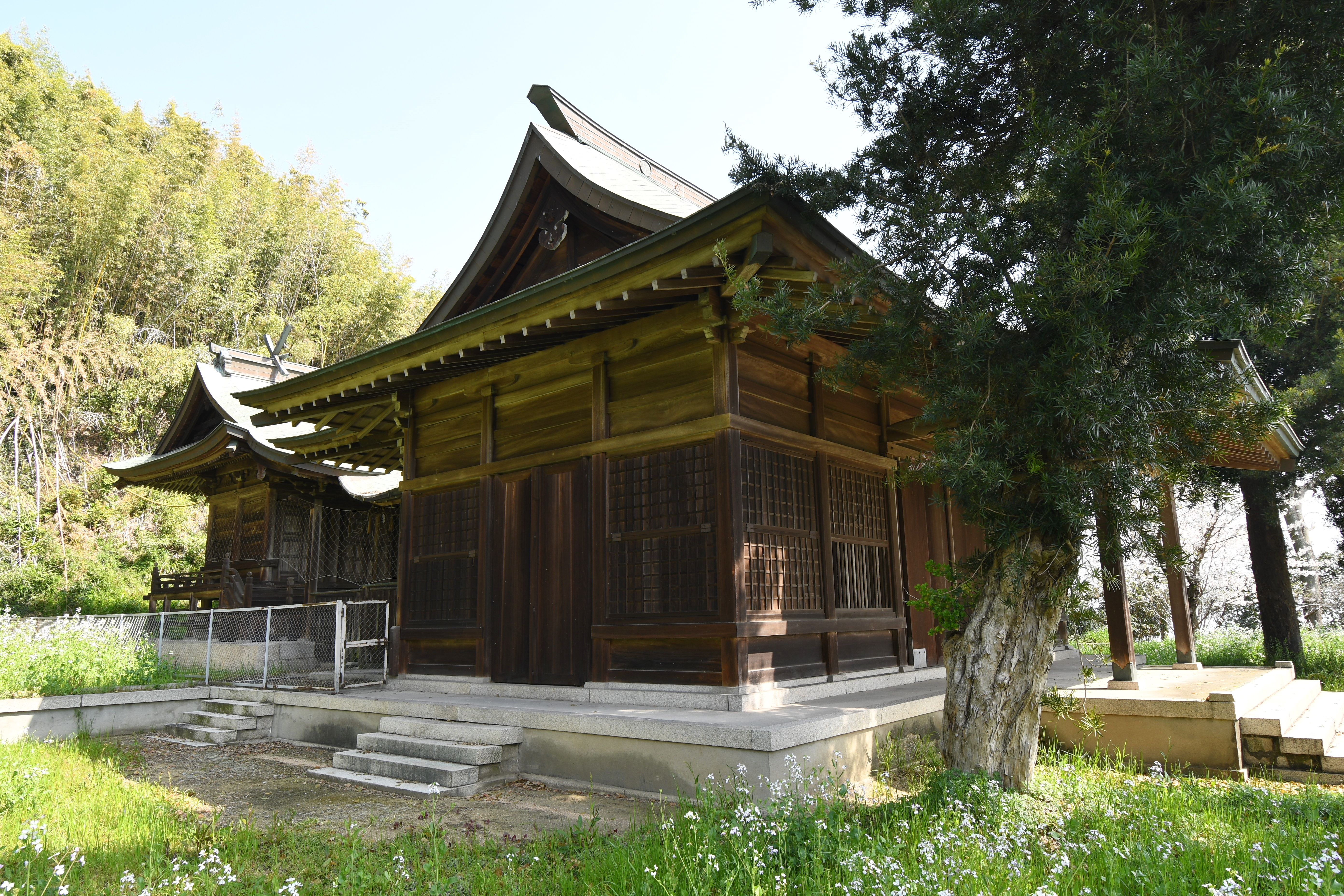
拝殿
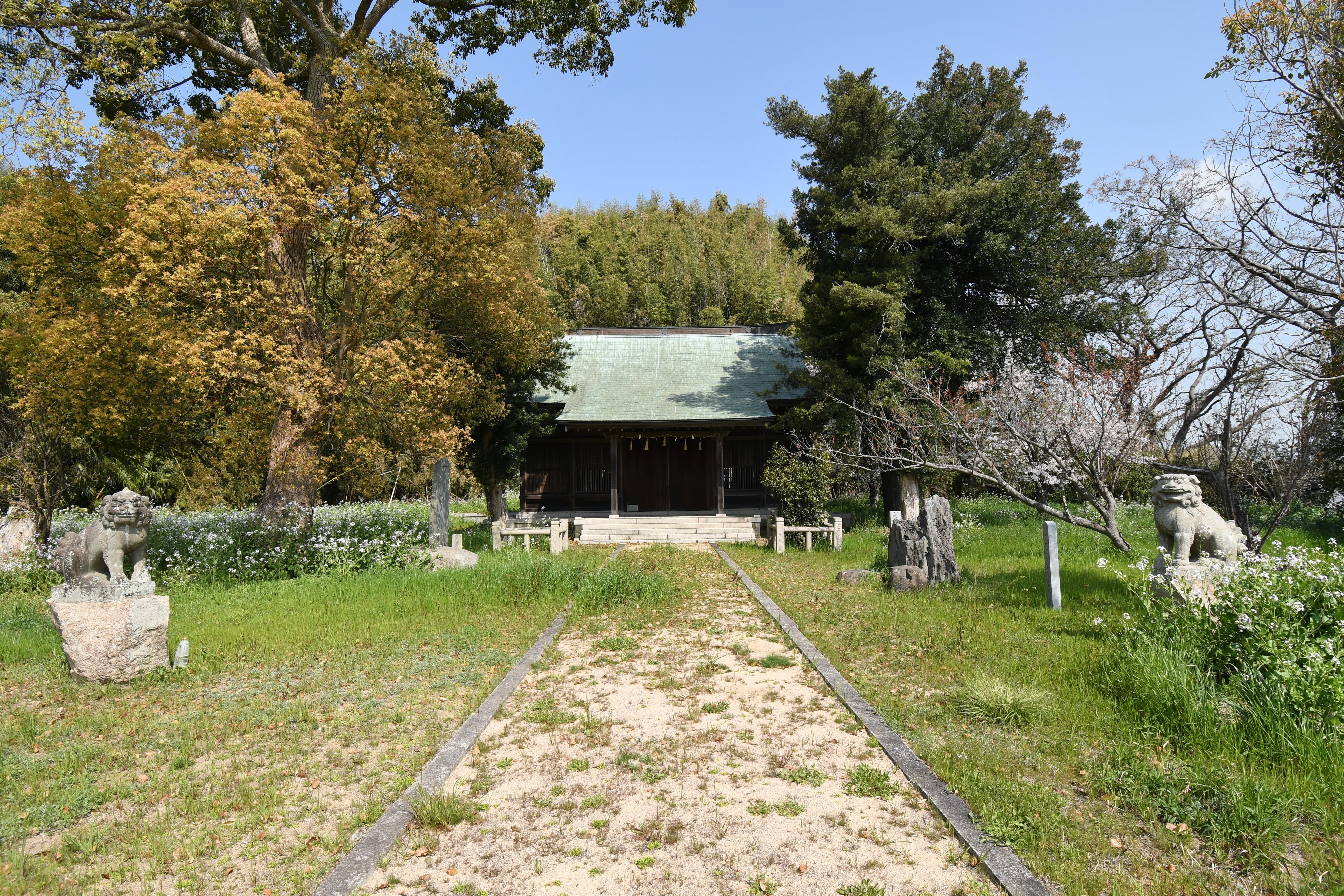
参道
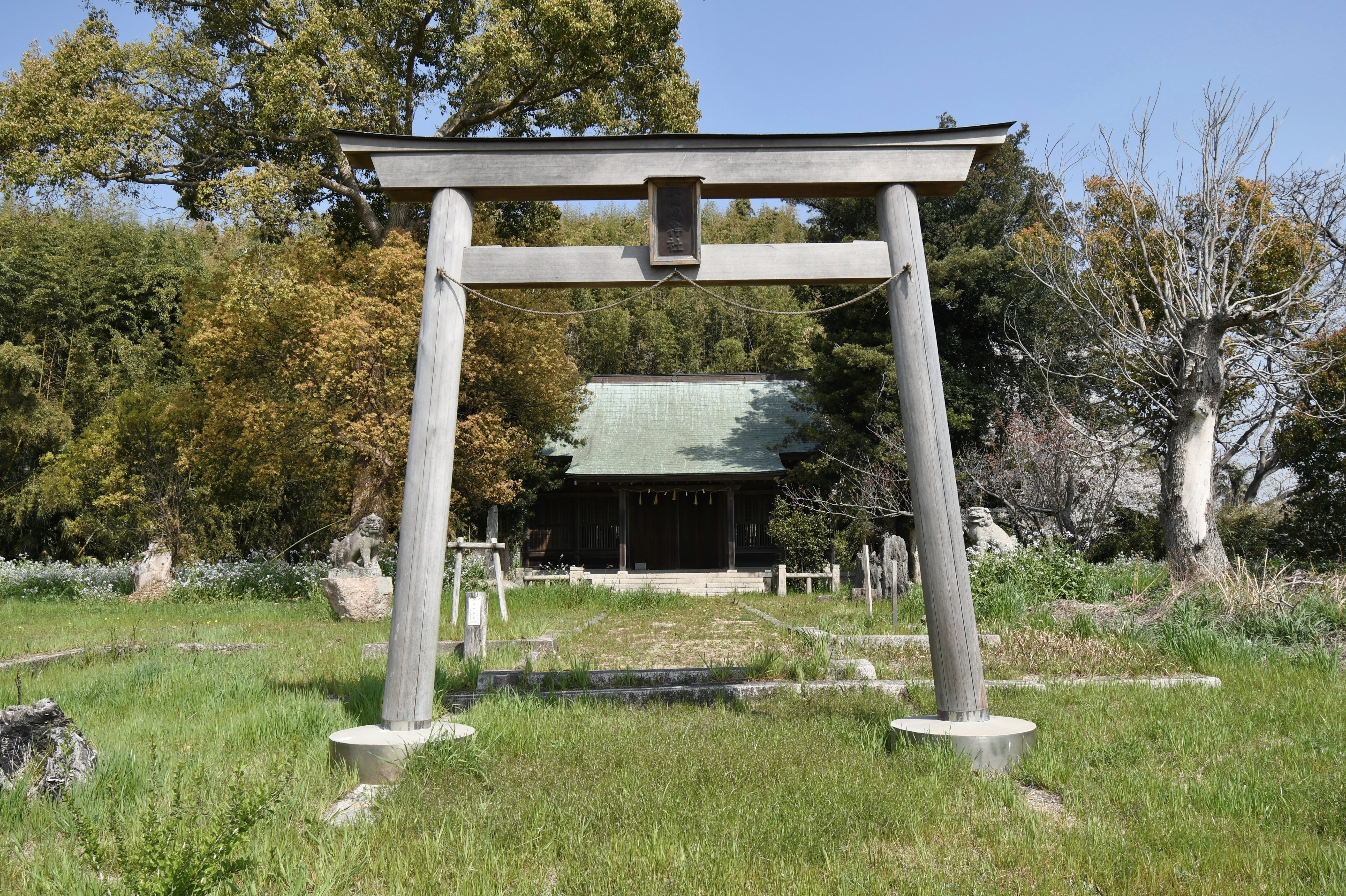
鳥居
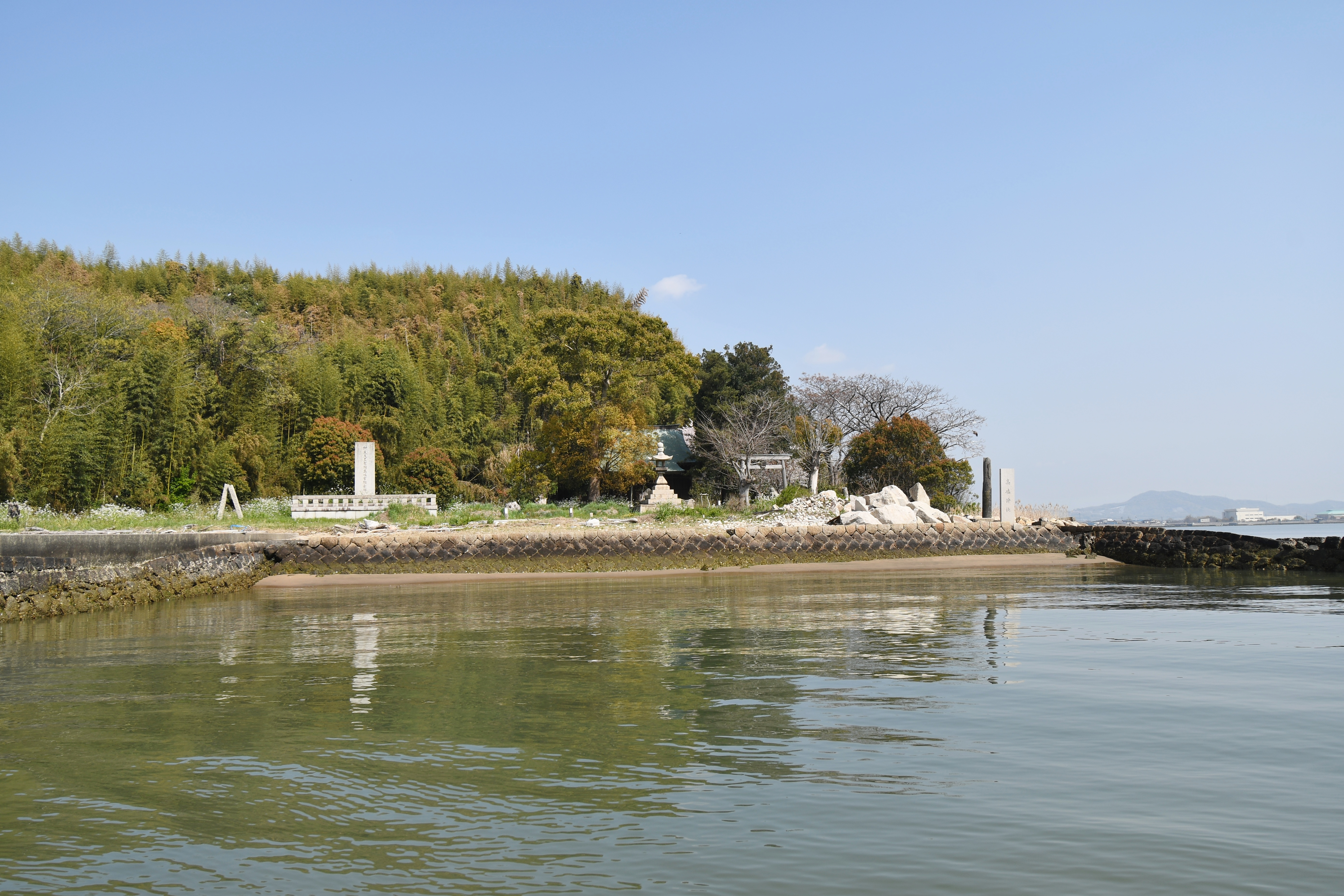
遠景 左に顕彰碑、右奥に社殿。

### 遥拝所

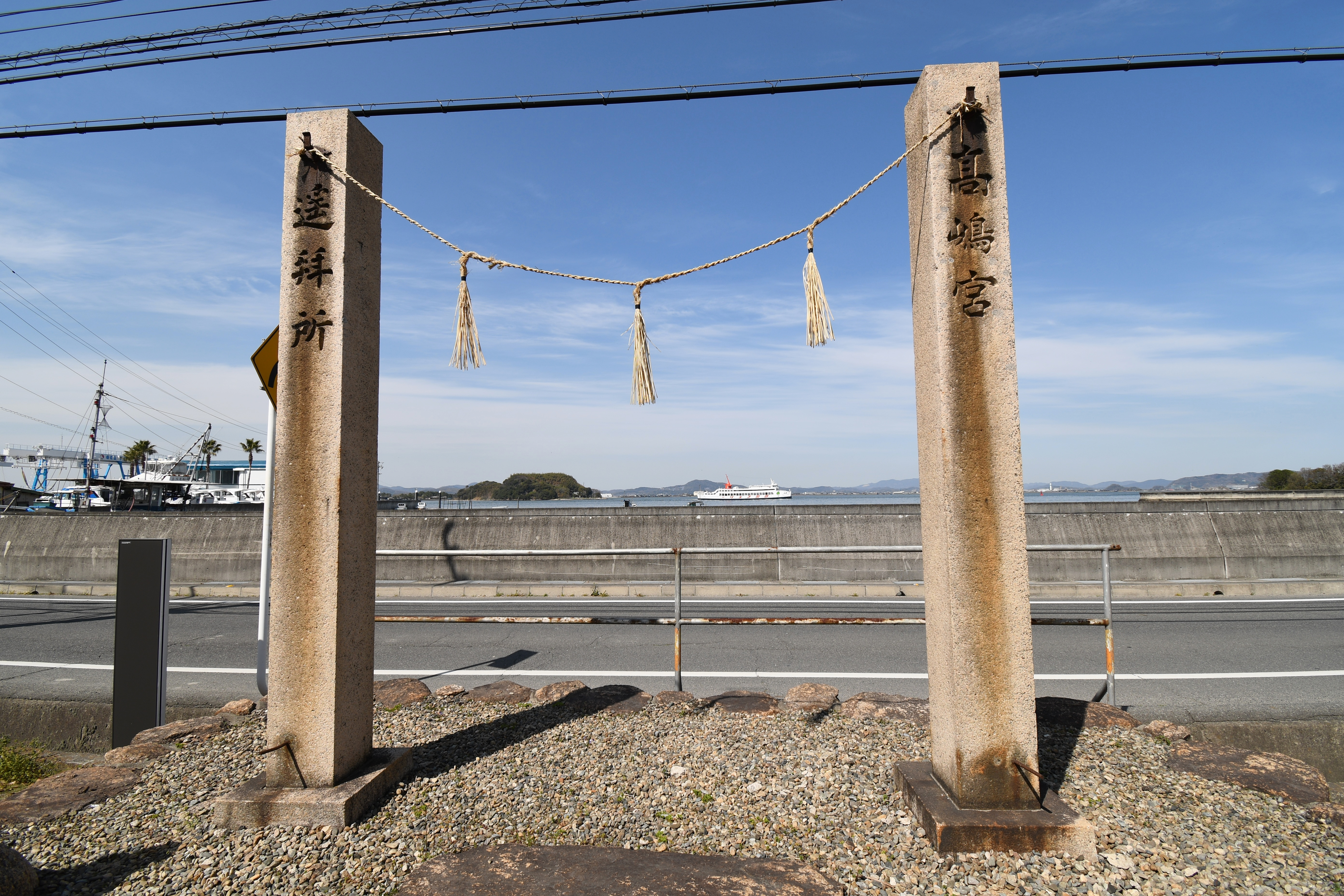
遥拝所 左奥に高島。
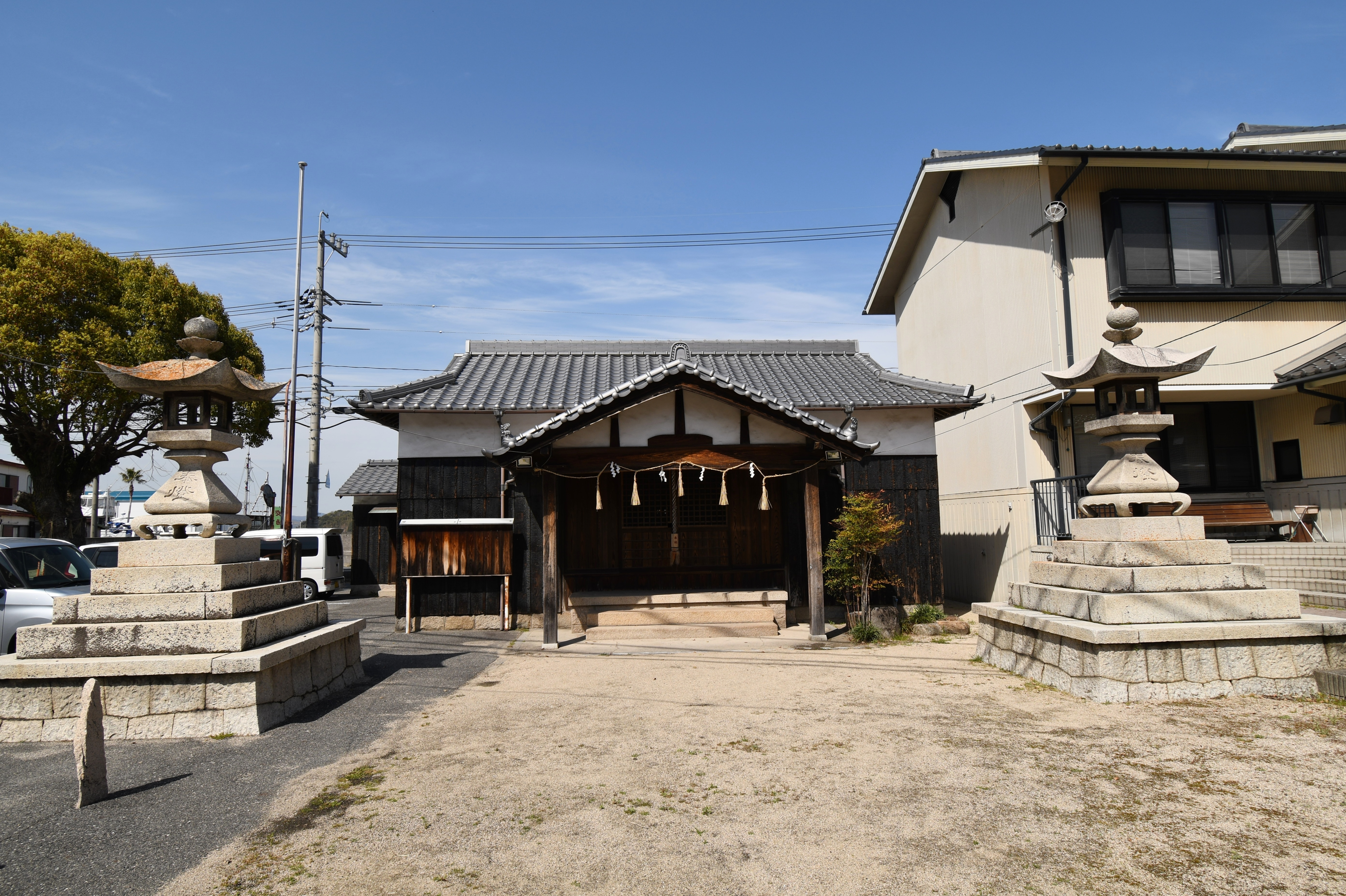
拝殿
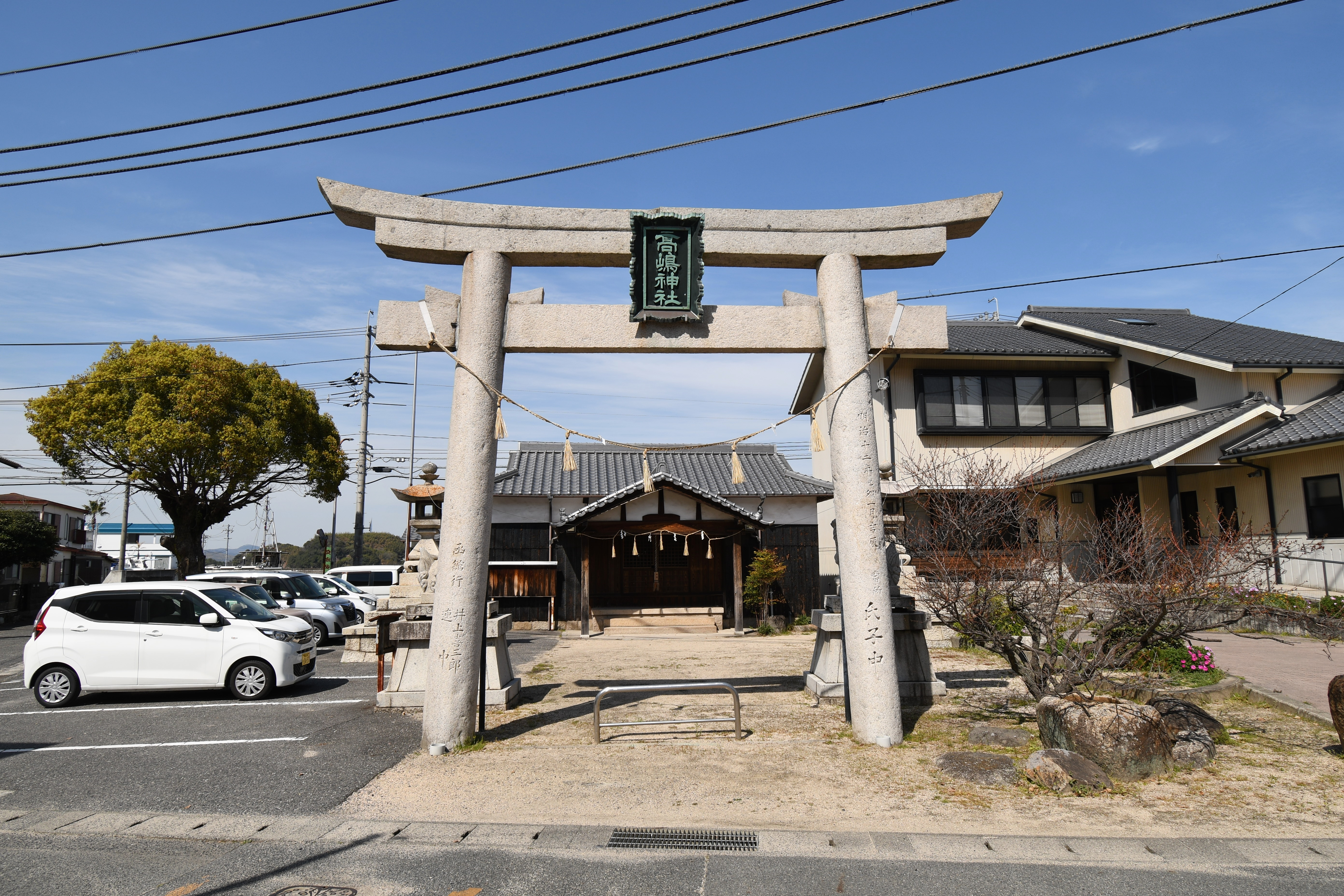
鳥居

## 備前高島遺跡

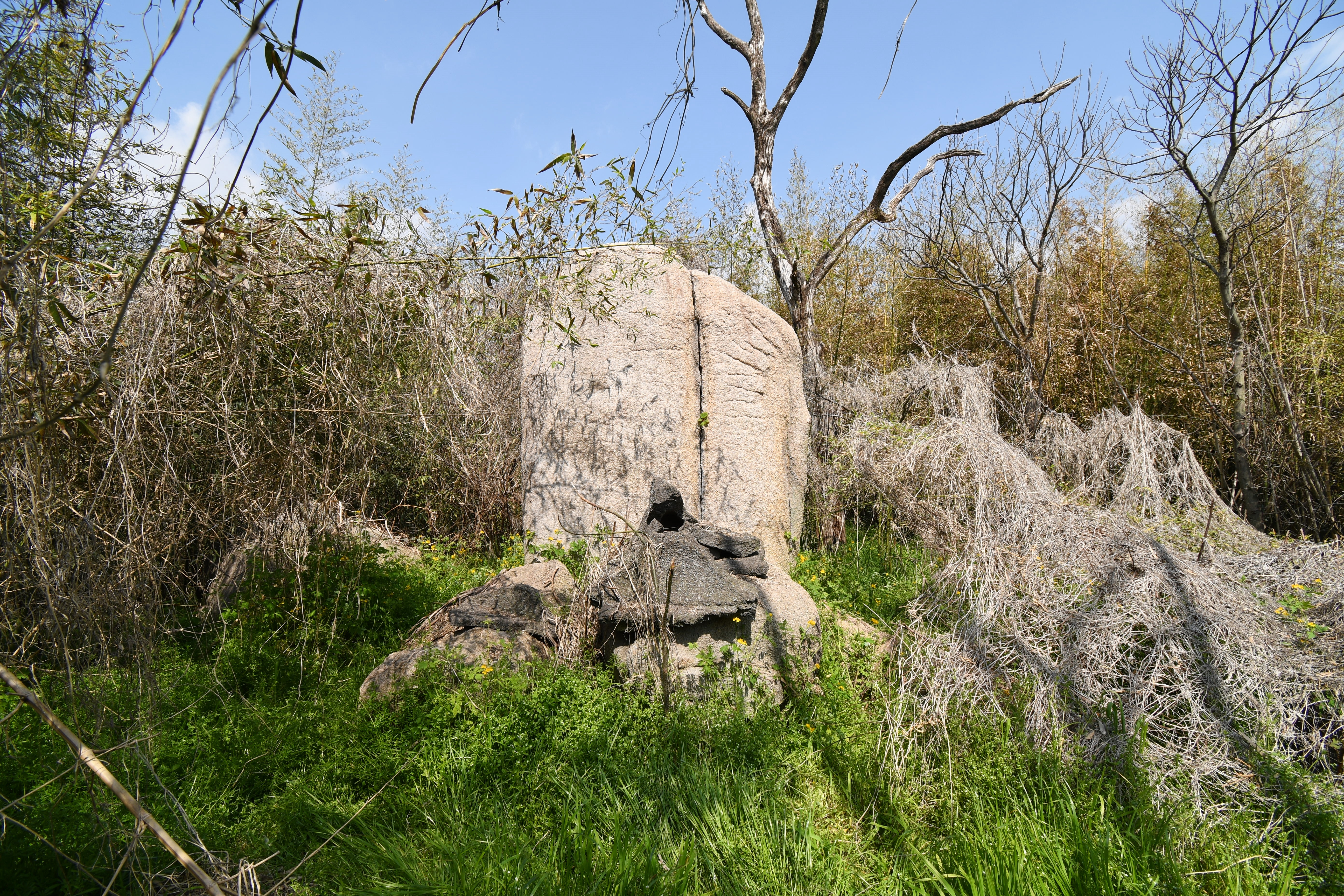
備前高島遺跡 岩盤山頂上付近地点

備前高島遺跡（びぜんたかしまいせき）は、高島の大半に広がる古代祭祀遺跡。1967-1969年（昭和42-44年）に岩盤山頂上付近地点・天狗山北麓地点・中央広場地点の3地点で発掘調査が実施されている。
- 岩盤山頂上付近地点（高島岩盤山遺跡）
高島最高所の岩盤山頂上付近における地点。約2.5メートル×3.1メートル・高さ2メートル以上の方柱状の巨岩があり、その周囲に大小の石が散在する。石の一部にはカキ殻が付着しており、海岸から持ち上げられたと見られる。巨岩は磐座と想定され、その周辺から仿製重圏文鏡・鉄器片（鉄鏃など）・滑石製模造品（勾玉・剣形・双孔円板）・須恵器・土師器・手捏土器（丸底）などが出土している。時期は古墳時代中期-後期の5世紀-6世紀前半頃を主体とし、一部に中世期のものを含む[6]。
- 天狗山北麓地点
岩盤山北西の天狗山の北麓傾斜面における地点。直径2-3メートルのまとまりで、滑石製模造品（勾玉・剣形・双孔円板など）・須恵器・土師器（甑含む）・手捏土器（平底・丸底）・石錘などが出土している。また下層には、弥生時代前期-中期の土器、縄文時代前期-晩期の土器・サヌカイト製石鏃の包含層が認められる。時期は5世紀-6世紀代を主体とする[6]。
- 中央広場地点
天狗山と北山の間の砂地における地点。直径2-3メートルのまとまりが点在し、滑石製紡錘車・滑石製模造品・須恵器・土師器・手捏土器（丸底）・製塩土器・大型鉄製釣針・石錘・土錘などが出土している。時期は5世紀後半-6世紀前半頃を主体とする[6]。

土器の量は中央広場地点のものが最も多い一方、岩盤山頂上では仿製鏡が見られる点で性格の差異を示す。また須恵器は、祭祀が盛行する5世紀後半-6世紀前半のものは大阪府陶邑窯跡群産であり、6世紀末-7世紀前半のものには岡山県邑久窯跡群産も認められる。祭祀の時期は吉備の反乱伝承（吉備氏の乱）と重なり、沖ノ島祭祀遺跡と同様の海上交通祭祀の性格を持つとも見られることから、ヤマト王権と吉備の首長の動向を考察するうえで重要視される遺跡になる。

## 関連文献
（記事執筆に使用していない関連文献）
- 佐藤美津夫「備前高島の石製品に就て」『考古學』第8巻第8号、東京考古學會、1937年、365-367頁。
- 鏑木義昌「備前高島遺跡について」『サヌカイト』第1号、岡山理科大学考古学部、1969年。
- 白石純「滑石製品の自然科学的研究2 -備前高島遺跡出土滑石製品の産地について-」『半田山地理考古』第9号、岡山理科大学地理考古学研究会、2021年、41-48頁。